# Fábrica de Renault de Valladolid
La Fábrica de Renault de Valladolid es una fábrica de automóviles situada en Valladolid, España, propiedad de Renault España, que ha evolucionado hasta convertirse en un enorme complejo de varias plantas agrupadas en una superficie de 150 hectáreas al sur de la ciudad.

## Historia

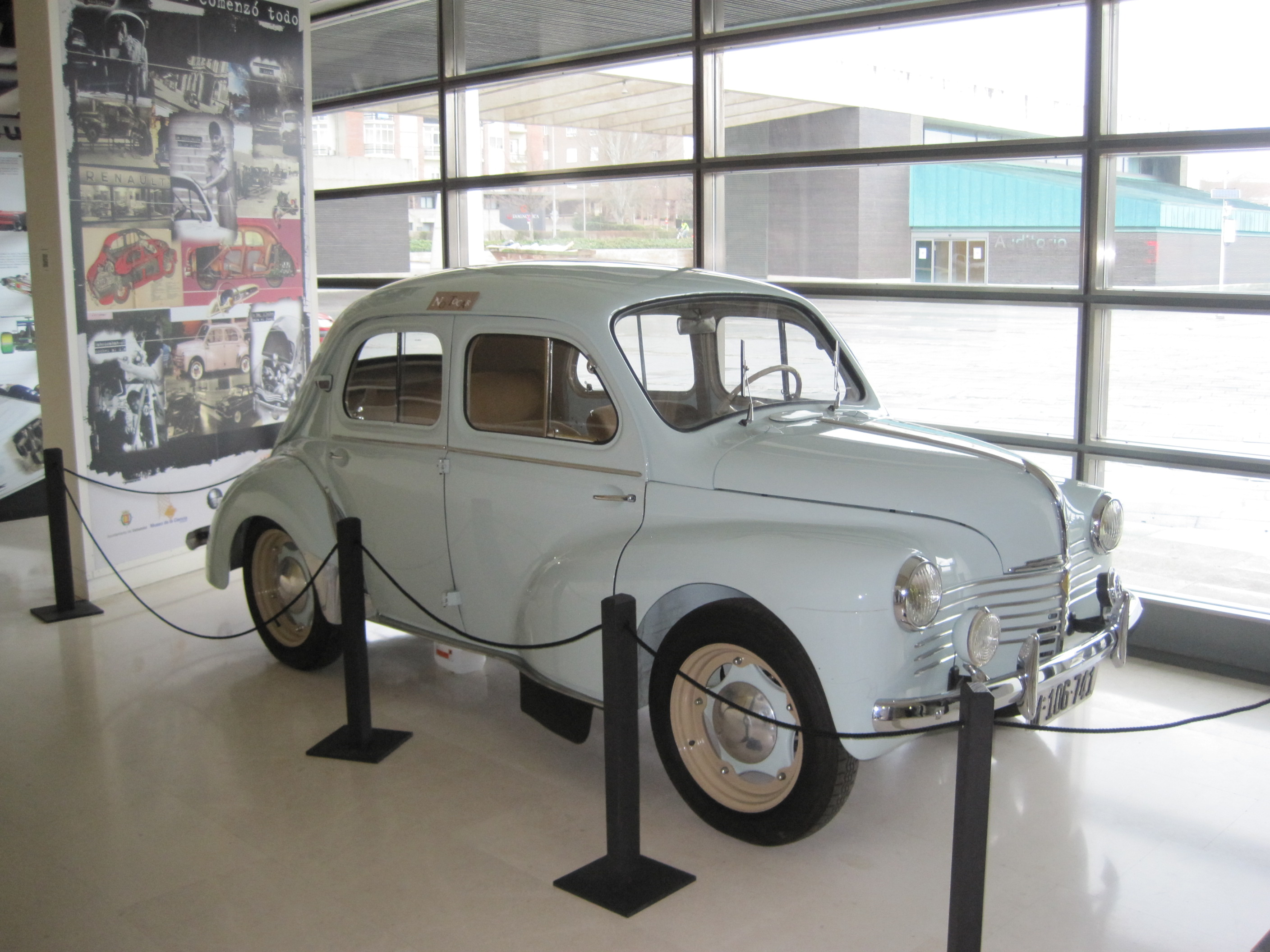
El primer ejemplar del Renault 4CV fabricado por FASA-Renault en la factoría de Valladolid. La fábrica abrió en 1951 y produjo un gran crecimiento industrial

En respuesta a los límites del gobierno español sobre las importaciones de automóviles completamente fabricados, Renault estableció en 1951 la empresa española FASA (Fabricación de Automóviles SA) que construyó una planta en Valladolid para el ensamblaje de coches Renault 4CV utilizando componentes importados de Francia. En 1953, el primer año de producción, salieron de la planta 707 automóviles. En 1958, la producción anual había aumentado a 7547 unidades.
La empresa empezó a producir motores completos en España en 1961, año para el que el principal modelo fabricado en Valladolid era el Dauphine. Los niveles de producción siguieron aumentando y la planta produjo 14537 unidades del Dauphine en 1961.
En 1965 se produjo la fusión del negocio de producción, FASA, con la sociedad española de distribución de Renault, SAEAR (Sociedad Anónima Española de Automóviles Renault), creada en 1908 para la distribución de automóviles importados de Francia, mucho antes de que las restricciones a la importación llevaran a la empresa a crear su planta de montaje en Valladolid.
En 1971, la producción había aumentado a 110 255 vehículos, incluyendo la mayoría de los modelos más pequeños de la compañía, como el Renault 8 y el Renault 4. El Renault 5 se incorporó a la línea de producción de la planta en 1974, lo que provocó una nueva expansión de la producción de FASA. En la década de 1970, España se consolidó como el segundo mercado más importante para los coches Renault después de Francia. Esto allanó el camino para que Ford abriera una nueva fábrica en Valencia en 1976 y Opel construyera una en Zaragoza en 1982, mientras que Volkswagen comenzó a fabricar coches en las fábricas de SEAT después de hacerse con el control de la compañía en la década de 1980.
Desde 2013, la planta produce el Renault Captur y el Renault Twizy. En 2013 fabricó 124 944 automóviles y 1 247 579 motores.

## Comunicaciones
El complejo de Renault en Valladolid está enlazado con la red ferroviaria. Durante el período franquista RENFE llegó a habilitar en sus cercanías un apartadero-cargadero de mercancías, denominado «La Carrera», que formaba parte de la línea Valladolid-Ariza y que permitía el enlace de la fábrica con las instalaciones ferroviarias de Valladolid-La Esperanza.